# Gorges, Somme
Gorges là một xã ở tỉnh Somme, vùng Hauts-de-France, Pháp.

## Địa lý
A small village Xã này tọa lạc trên đường D933, khoảng 20 dặm Anh về phía đông của Abbeville.

## Dân số
| 1896                                                           | 1962 | 1968 | 1975 | 1982 | 1990 | 1999 |
| -------------------------------------------------------------- | ---- | ---- | ---- | ---- | ---- | ---- |
| 126                                                            | 62   | 70   | 53   | 44   | 42   | 47   |
| Số liệu điều tra dân số từ năm 1962, dân số không tính hai lần |      |      |      |      |      |      |